# Carlo Bergonzi (luthier)
Pour les articles homonymes, voir Carlo Bergonzi et Bergonzi.
Carlo Bergonzi (21 décembre 1683 – 9 février 1747) est un luthier italien et le plus éminent membre de la famille Bergonzi, famille de luthiers de Crémone, ville italienne avec une riche tradition de luthiers. Encore aujourd'hui, ses instruments sont très recherchés pour leur qualité de fabrication et leur sonorité. On supposait auparavant qu'il avait d'abord fait son apprentissage auprès de Hieronymus Amati ou d'Antonio Stradivari, mais il est maintenant établi qu'il a été l'élève de Vincenzo Rugeri (en),.

## Jeunesse et carrière
Carlo Bergonzi et sa famille vivent à Crémone, à proximité de l'atelier de Vincenzo Rugeri ; c'était pour Carlo le lieu d'apprentissage le plus évident étant donné les liens sociaux et financiers entre les deux familles. Lorsqu'on compare le travail de Bergonzi à celui de Vincenzo Rugeri, la similitude est évidente dans le traitement des volutes et la technique de travail. Les premiers violons de Carlo suivent, comme on pouvait s'y attendre, des lignes similaires à celles des violons de Vincenzo Rugeri, mais les lignes des instruments ultérieurs portent sa marque personnelle. Antonio Stradivari et Guarneri del Gesu ont néanmoins également eu une influence sur son œuvre. Carlo Bergonzi s'installe finalement à la Casa Stradivari en 1746 après la mort du maître en 1737, et termine même certains des violons inachevés d'Antonio Stradivari.

## Violons
Les violons de Bergonzi sont appréciés pour leur finition soignée, leur sonorité, la qualité des matériaux et leur vernis exquis.
Les étiquettes Bergonzi varient, mais enregistrent généralement la date, le nom et le lieu :

« Anno 1733, Carlo Bergonzi 
 fece in Cremona »

En 1740, il crée l'un de ses plus beaux violons, le Kreisler Bergonzi (en), nommé plus tard d'après le violoniste Fritz Kreisler. Il a appartenu ensuite au violoniste cubain Angel Reyes, puis le professeur Reyes a vendu le violon à Itzhak Perlman. Kreisler et Perlman ont joué et enregistré avec.
On sait que de nombreux instruments portant son étiquette ne sont pas authentiques. Un violoncelle ayant appartenu à Pablo Casals a longtemps été considéré comme un Bergonzi en raison de l'étiquette qu'il portait indiquait : "Carlo Bergonzi... 1733". Il s'est avéré plus tard qu'il avait été réalisé par Matteo Goffriller. En 1881, un procès sensationnel a eu lieu à Londres concernant des allégations selon lesquelles le célèbre luthier Georges Chanot III (en) avait donné une fausse étiquette Bergonzi à un violon et l'avait ensuite vendu comme authentique. La supercherie a été découverte par le luthier William Ebsworth Hill (en), mais Chanot a nuancé son aveu de culpabilité en affirmant qu'il s'agissait d'une pratique courante dans le secteur de la vente de violons ; le tribunal n'a pas été convaincu par son explication et l'a déclaré coupable.

## Luthiers de la famille Bergonzi
- Michele Angelo (vers 1722-1758), fils aîné de Carlo I.
- Zosimo (vers 1725-1777), fils cadet de Carlo I.
- Charles II (1758-1838 Crémone), fils cadet de Zosimo
- Nicola (vers 1746-1796), fils aîné de Zosimo

Source :